# XT3
Pour les articles homonymes, voir XT.

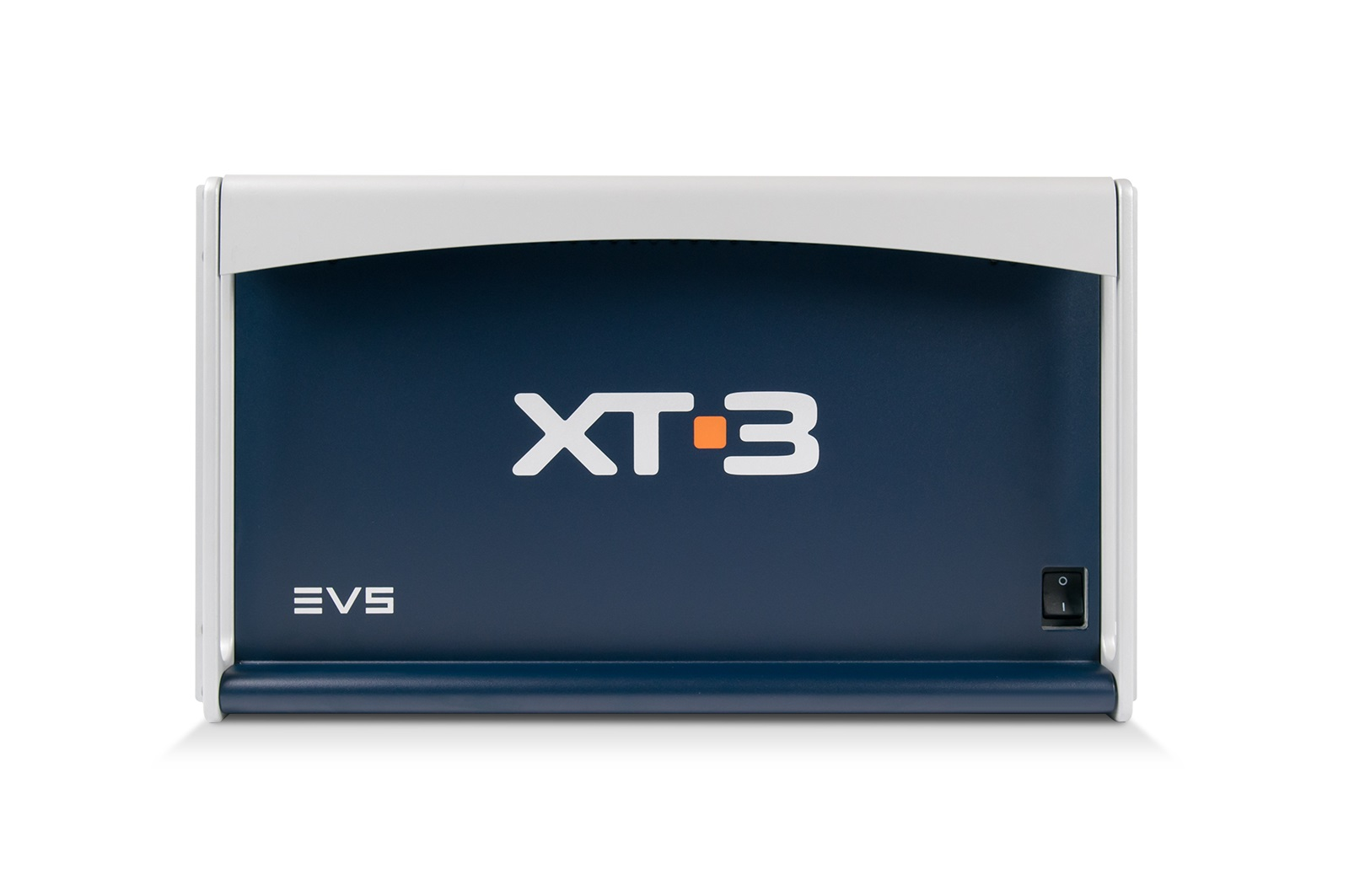
Un serveur XT3.

Le XT3 (troisième génération du serveur XT) est un serveur vidéo professionnel de production développé par la firme liégeoise EVS. Apparu en avril 2011, il est le successeur des serveurs XT, XT2 et XT2+.
Ce serveur vidéo permet aux sociétés de diffusion d’enregistrer, de contrôler, de lire et de diffuser les médias de façon simple, instantanée et intelligente. Conçu à l’origine pour répondre aux conditions extrêmes et à la cadence soutenue de la production sportive, le serveur XT3 est devenu partie intégrante de tous les environnements en direct ou quasi direct, en ce compris les diffusions en studio. Il offre un enregistrement en boucle ininterrompu et une numérisation multi-canal du contenu vidéo et audio provenant de n’importe quelle source. 
Grâce aux fonctionnalités réseau du XT3, tous les médias sont instantanément disponibles pour lecture ou montage en direct, se démarquant ainsi des systèmes traditionnels (avec cassette) qui nécessitent un temps d’attente, on parle de temps d'indisponibilité, plus ou moins long dû au manipulations des médias sur les cassettes (avance, copie, rembobinage, etc.). On parle, en anglais, de système tapeless (sans cassette). 
Les contenus audio-vidéo enregistrés par le serveur peuvent être également envoyés vers des équipements d’éditions tiers, par exemple des outils de montage spécialisés ou des systèmes d’automation (on parle alors de lecture en continu ou streaming en anglais), d’archivage et de stockage.  
L’architecture ouverte du serveur XT3 simplifie sa mise à niveau et offre des possibilités d’extension ultérieure. Il prend en charge de nombreux formats et codecs en mode natif, offrant ainsi une intégration transparente à n’importe quelle infrastructure de studio. Le XT3 assure la prise en charge native des codecs suivants : MJPEG, MPEG2, IMX, Avid DNxHD, Apple ProRes 422, Apple ProRes 422 HQ et AVC-Intra. Il permet ainsi d'éviter l'étape de transcodage qui peut parfois être longue et contre-productive dans des environnements où l'instantanéité est importante.

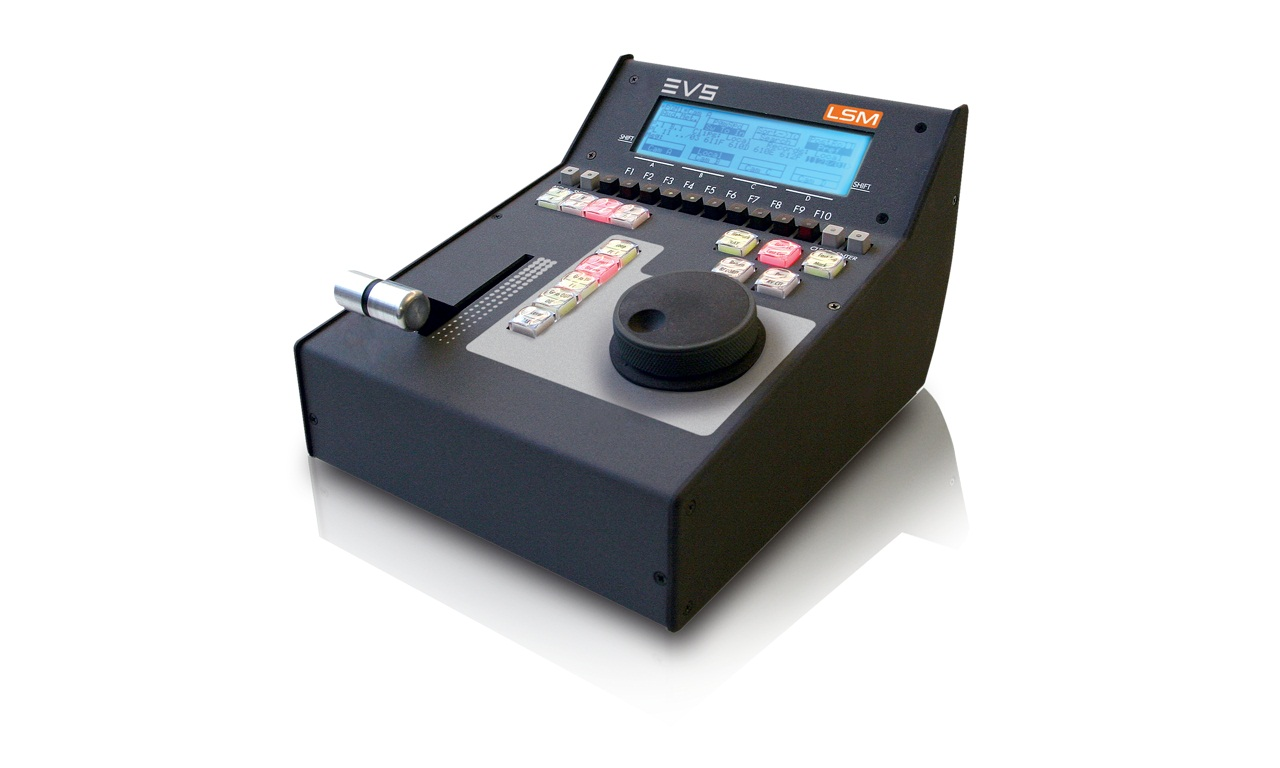
controleur Multicam(LSM) contrôlant le serveur XT3

Le serveur est entièrement conçu et créé avec des composants logiciels et matériels d’EVS à Liège. Il est piloté par les programmes Multicam[LSM] et/ou IPDirector
Ce serveur a été utilisé à très large échelle au cours de tous les derniers grands évènements sportifs mondiaux : coupe du monde de football, rugby, MotoGP et Jeux olympiques,,, et est actuellement utilisé dans des grands studios du monde entier : BBC Football Programmes, NBC, France 2, Sky,, RTL-TVi, CCTV,...
Avec le Multicam(LSM), il permet de rejouer instantanément et à n'importe quelle vitesse n'importe quel angle de caméra, de réaliser des clips ou des listes de lecture. Dans cette combinaison, il est présent dans presque tous les cars du monde ,,,,,,,. Il a reçu un Emmy Award pour cette raison ainsi que d'autres prix d'innovation ,.